# Елизавета Магдалена Бранденбургская
Елизавета Магдалена Бранденбургская (нем. Elisabeth Magdalene von Brandenburg; 6 ноября 1537, Кёльн — 1 сентября 1595, Кёльн) — маркграфиня Бранденбургская, в замужестве княгиня Брауншвейг-Люнебургская. Дочь бранденбургского курфюрста Иоахима II и его второй супруги Ядвиги Ягеллонки, дочери короля Польши Сигизмунда I.
5 февраля 1559 года в Кёльне Елизавета Магдалена вышла замуж за князя Франца Отто Брауншвейг-Целльского, сына Эрнста I Брауншвейг-Люнебургского. В том же году супруг Елизаветы Магдалены умер от ран, полученных в битве при Сиверсхаузене. Елизавета Магдалена вернулась в Берлин, хотя ей полагались вдовьи владения. Похоронена в Берлинском кафедральном соборе.